# Дильберджин Тепе
Дильберджин Тепе, также Дильберджин или Дельбарджин — современное название остатков древнего города в современном (северном) Афганистане. Город, возможно, был основан во времена империи Ахеменидов. При Кушанском царстве он стал крупным местным центром. После Индо-Сасанидов город был заброшен.

## Археологические останки
Собственно город был около 390 м {\displaystyle \times } 390 м по размеру. Дильбарджину построили городскую стену во времена кушанского правления. В центре города стояла круглая цитадель, построенная примерно в то же время. В северо-восточном углу города был раскопан храмовый комплекс. Здесь было найдено множество настенных росписей, некоторые в чисто эллинистическом стиле. Первоначально храм, возможно, был посвящён Диоскурам, фреска которого была восстановлена в эллинистическом стиле. Обнаружена также длинная надпись на кушанском языке, датируемая ранними великими Кушанами, примерно периодом Канишки I, по палеографическим признакам, так как она вероятно несколько моложе надписи Сурх-Котала. За городскими стенами все ещё стояли солидные постройки. Находки включают надписи на бактрийском языке, большинство из которых слишком разрушено, чтобы предоставить какую-либо историческую информацию. Там были фрагменты скульптуры и много монет.

### Настенные росписи

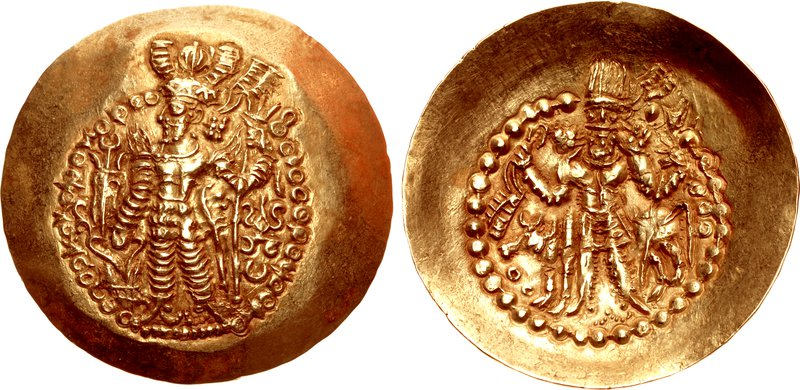
Монета Кидары по образцу Варахрана, типа, найденного в Дильберджине. Около 350—365 гг. н. э., Балхский монетный двор.

Росписи Дильберджин Тепе относятся к V—VI векам нашей эры или даже к IV веку нашей эры, согласно некоторым источникам, основанным на нумизматических свидетельствах. Росписи имеют некоторое сходство с росписями Балалык-тепе, а некоторые — с Бамианом. Сравнение с фехтовальщиками в пещерах Кизила также предполагает дату с V века до начала VI века нашей эры. Те же авторы считают, что росписи в Балалык-тепе примерно на столетие старше, чем росписи в Дильберджине, датируемые концом VI — началом VII века нашей эры.
Считается, что эти фрески изображают эфталитов с их характерными туниками с одним лацканом, сложенным вправо, остриженными волосами и украшениями.
На известной фреске изображён ряд воинов в кафтанах, относительно похожий на фреску из Кизила.
Гораздо более поздняя фреска, изображающая индийскую сцену с Шивой и Парвати на быке Нанди, датируется VIII веком нашей эры.

### Чеканка
На этом месте были найдены монеты многих периодов, в том числе монеты эфталитов, но монеты кушано-сасанидов и кидаритов были самыми многочисленными из раннего сасанидского периода, которые были найдены на этом месте. Было найдено около 72 таких монет, принадлежащих Ардаширу I, Перозу I, Хормизду I, а также каждому образцу Варахрана, то есть монеты, сначала отчеканенные при Варахране, а затем отчеканенные по образцу Варахрана кидаритскими правителями Кирада, Пероз и Кидара I. Эти монеты предполагают[стиль], что сами фрески должны быть датированы концом IV века нашей эры или началом V века нашей эры самое позднее[стиль].

## Галерея

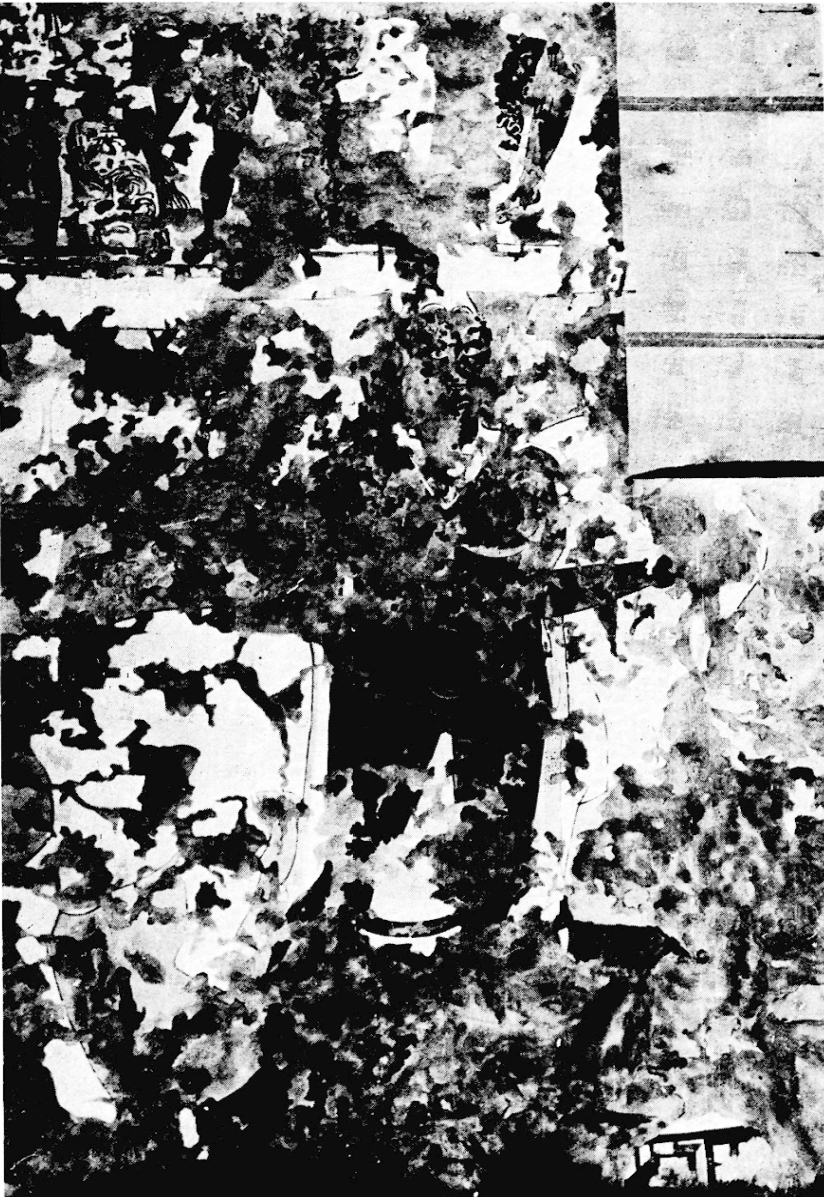
Остатки фрески Диоскура у входа (левая сторона фрески)
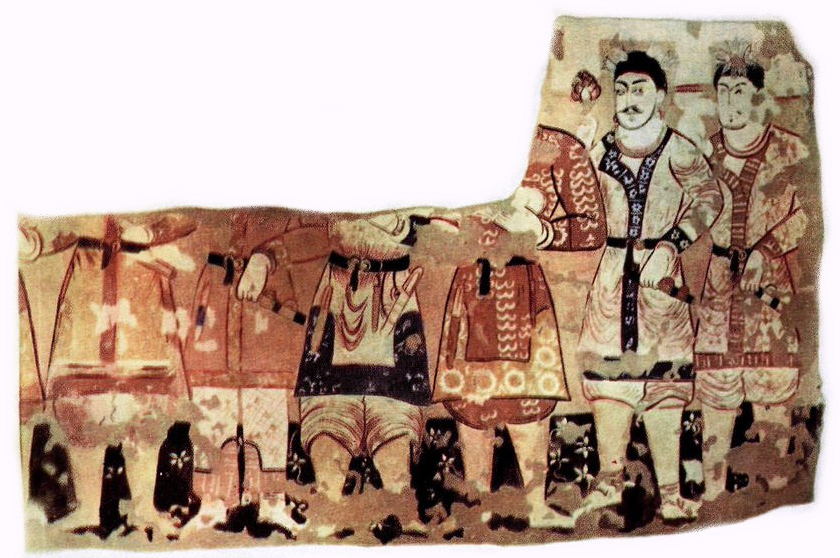
Фреска Дильберджина, V-VI вв.
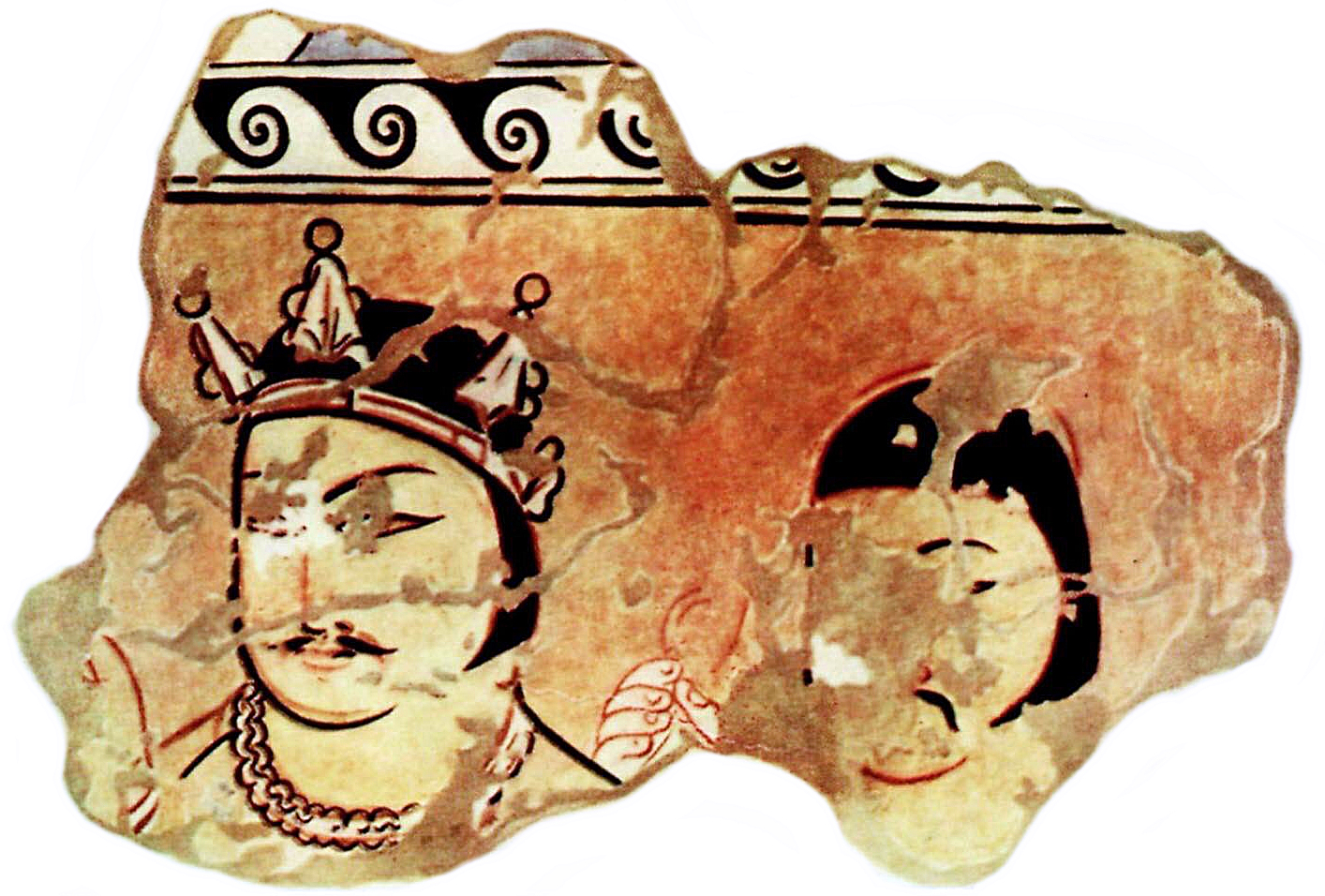
Фрагмент фрески Дильберджина
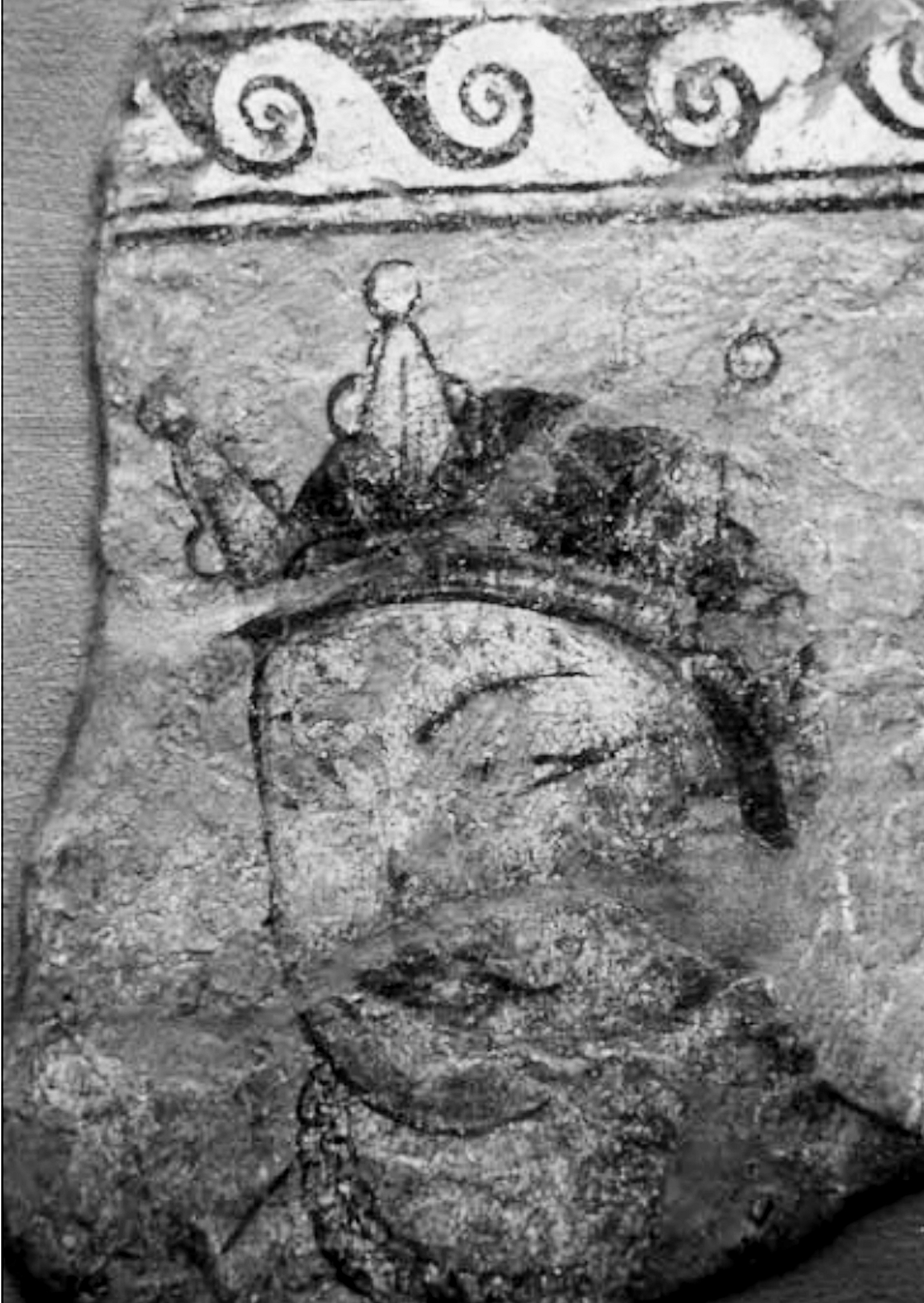
Фреска Дильберджина с королевской фигурой
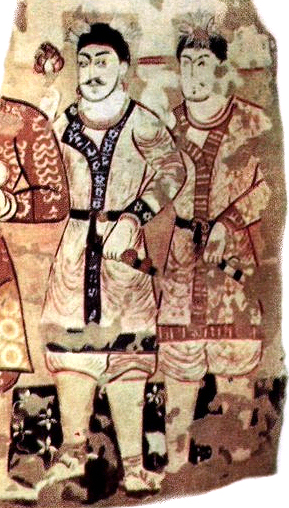
Дильберджинские служители
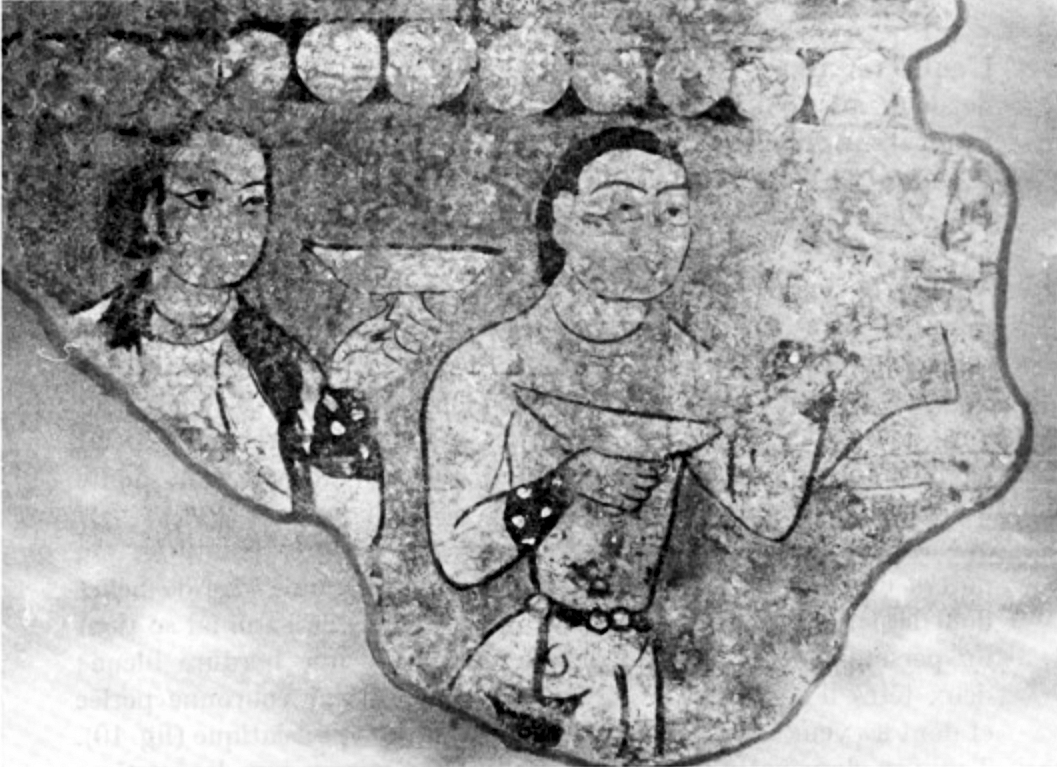
Кубконосцы
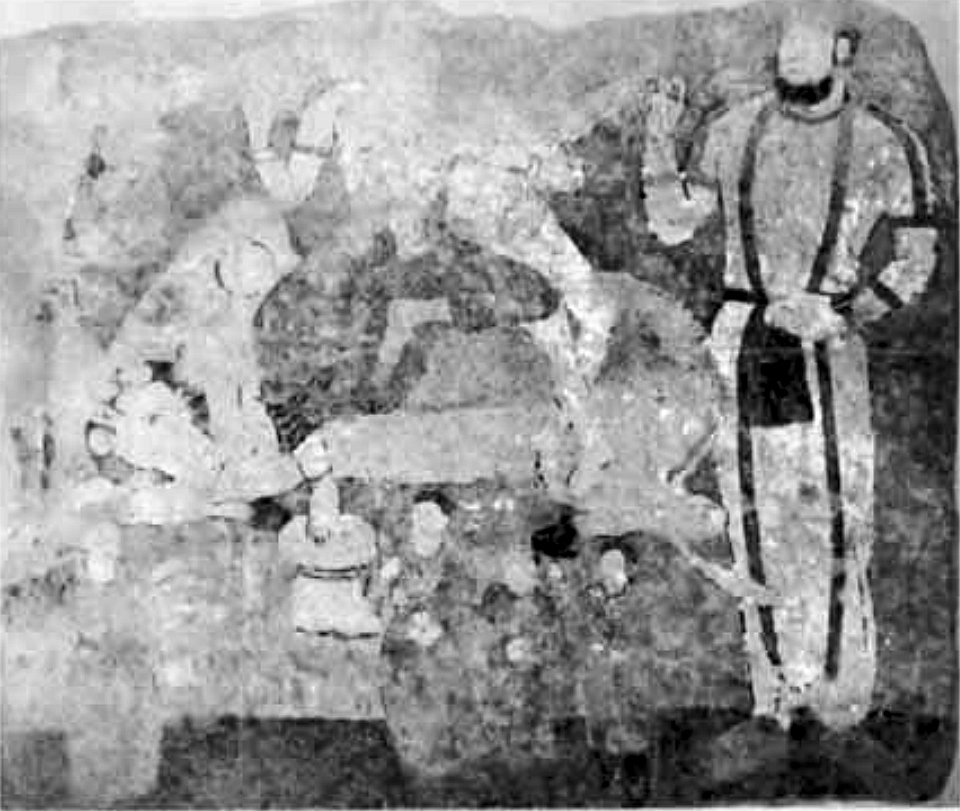
Шива и Парвати на быке Нанди со стражником
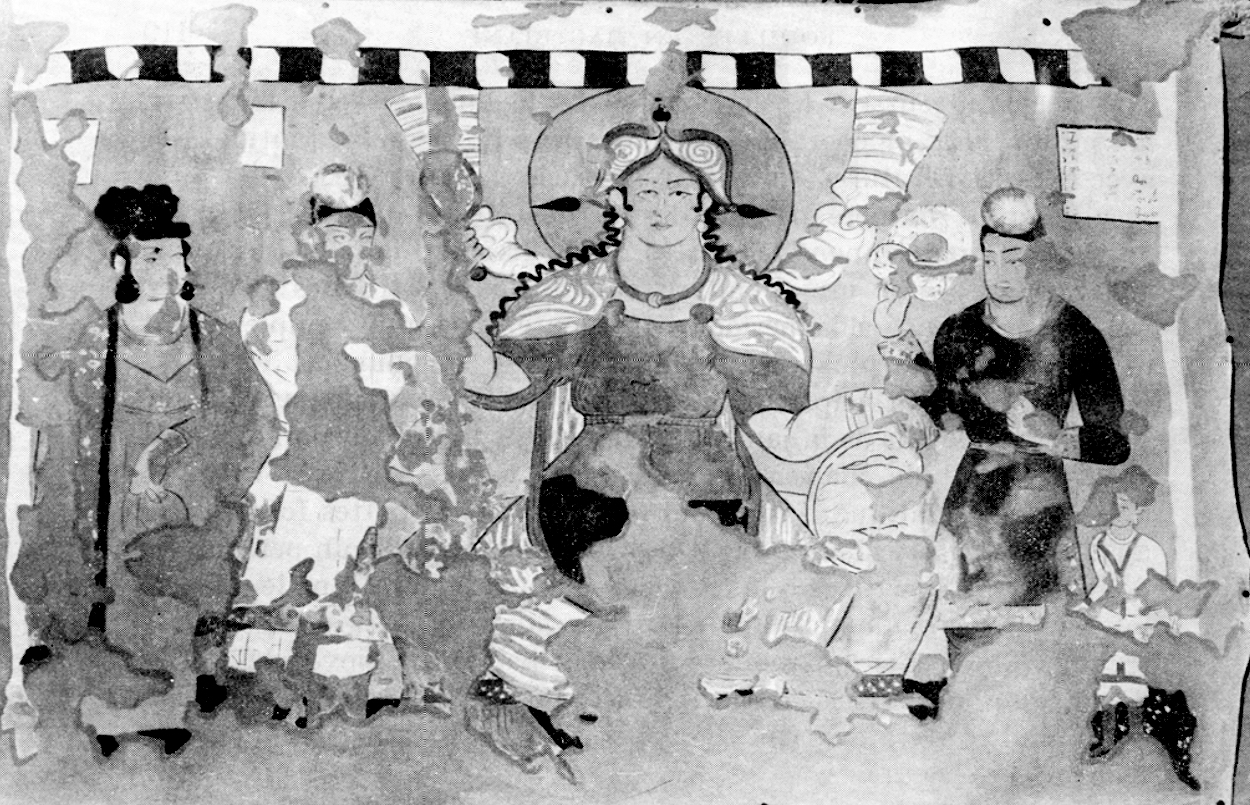
Афина Анахита
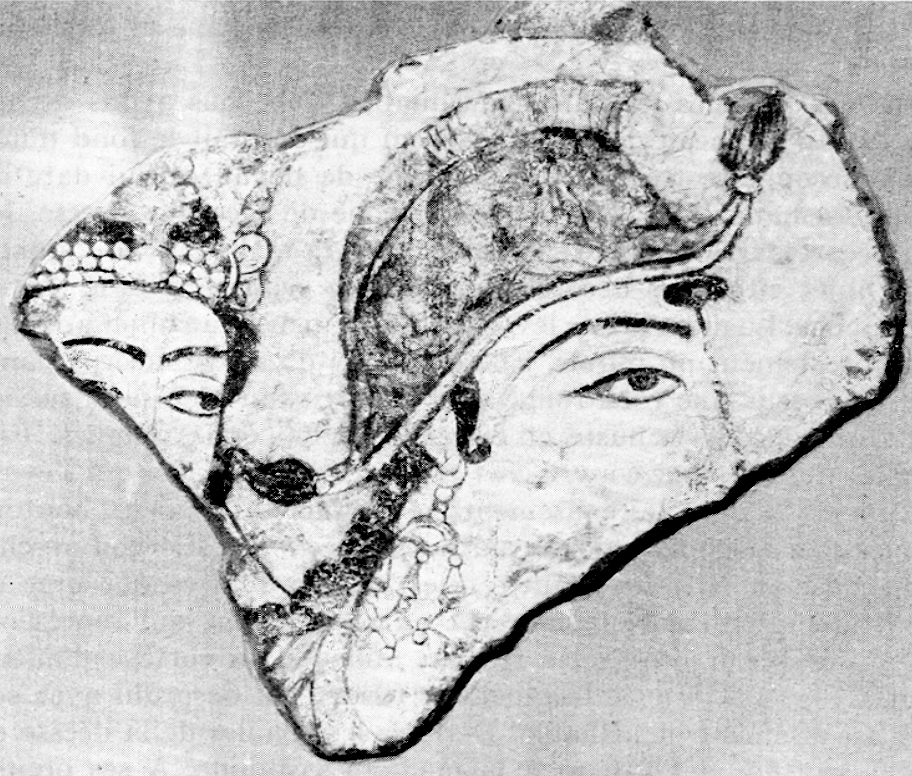
Афина Анахита в профиль